# Elisabeta Báthory
Elisabeta Báthory, căsătorită Nádasdy, (în maghiară Báthory Erzsébet, în slovacă Alžbeta Bátoriová-Nádasdy , în poloneză Elżbieta Batory), (n. 7 august 1560, Nyírbátor – d. 21 august 1614, Csejte, azi Čachtice, Slovacia), a fost o contesă maghiară din familia Báthory care a fost suspectată că ar fi ucis zeci și chiar sute de fete. Aceasta nu a fost supusă unui proces dar a fost arestată și apoi închisă într-un castel timp de patru ani până la moarte în timp ce patru dintre slujitorii ei au fost executați.

## Originea

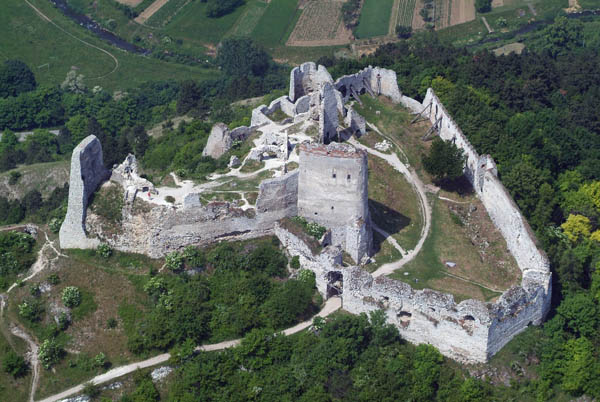
Castelul Csejte din Slovacia

Elizabeta Báthory s-a născut în 1560 sau 1561 la Nyírbátor în Ungaria și și-a petrecut copilăria la castelul din Nagyecsed. Tatăl ei a fost George Báthory, fratele lui Andrei Báthory, care a fost voievod al Transilvaniei, iar mama sa a fost Anna Báthory (1539–1570), fiica lui Ștefan Báthory de Șimleu, un alt voievod al Transilvaniei. Prin mama sa, Elisabeta era verișoară cu nobilul maghiar Ștefan Báthory, rege al Poloniei și principe al Transilvaniei.

## Căsătoria
Elisabeta a fost logodită cu Ferenc Nadasdy, la vârsta de 11 ani, conform unui acord politic între cercurile aristocrației. La vârsta de 13 ani, Elisabeta a rămas însărcinată cu László Bende, un funcționar de la castelul Sárvár. Deși nu avea vârsta de 18 ani, Ferenc l-a pedepsit sever pe funcționar: l-a castrat apoi l-a aruncat unei haite de câini. Elisabeta a fost mutată la un alt castel unde a născut în 1574, în secret, o fiică pe nume Anastasia Báthory. Ferenc s-a asigurat că fiica va rămâne un secret și a acceptat să se căsătorească cu Elisabeta pe 8 mai 1575. După căsătorie, Elisabeta s-a mutat la castelul Sárvár unde și-a petrecut timpul mai mult singură în timp ce soțul ei studia la Viena. 
În 1578, Ferenc a devenit comandantul șef al trupelor maghiare. În timpul Războiului Lung (1593-1606) Elisabeta a fost însărcinată cu apărarea proprietăților soțului ei.  
În jurul anului 1585, Elisabeta a dat naștere altei fete, Ana (care avea să fie soția lui Miklós Zrinyi VI) iar mai târziu unei alte fete, Katalin, unui fiu György, o altă fiică, Orsolya și altor trei băieți: Pál (1593/1597-1633/1650 - tatăl lui Ferenc Nádasdy II), András (1598–1603) și Miklós (soțul Zsuzsanna Zrinyi). Toți copiii ei au fost îngrijiți de guvernante, așa cum fusese crescută și Elisabeta. 
Soțul Elisabetei a murit în anul 1604, la vârsta de 48 de ani, din cauza unei boli necunoscute sau a unei răni din război. Cei doi au fost căsătoriți timp de 29 de ani.

## Intrigile politice

### Investigații
Între anii 1602 și 1604, pastorul luteran István Magyari s-a plâns aristocraților, atât în public cât și la curtea din Viena, de comportamentul contesei. Deși autorităților maghiare le-a luat ceva timp până să acționeze, în anul 1610, regele Matia al II-lea l-a desemnat pe György Thurzó, palatinul Ungariei, să investigheze cazul. Thurzó a ordonat notarilor să colecteze probe iar la sfârșitul anului 1610, notarii au reușit să colecteze peste 300 de mărturii. Au fost chestionați preoți, nobili, personalul castelului Sárvár, cât și oameni obișnuiți.
Potrivit mărturiilor, multe dintre victimele contesei au fost fete adolescente ale țăranilor locali, care au fost atrase la Csejte ca sclave, promițându-le o ofertă de muncă bine plătită. Mai târziu, Elisabeta începuse să omoare fiicele din mica nobilime care fuseseră trimise de părinții lor pentru a învăța eticheta curții. Conform mărturiilor, au avut loc și răpiri. Atrocitățile descrise de martori includeau bătăile grave, arsurile, mutilările mâinilor, mușcarea cărnii de pe față, mâini și alte părți ale corpului, înghețarea sau moartea prin înfometare. Nu au fost prezentate niciun document care să ateste aceste lucruri, ci acuzațiile erau bazate pe mărturii și rumori. 
Unii martori au numit rude ale contesei care i-ar fi căzut drept victime. Alții au declarat că ar fi văzut urme de tortură pe cadavre. Cu toate acestea, doi martori, Benedikt Deseo și Jakob Szilvassy, au declarat cum au văzut-o cu ochii lor pe contesă torturând și asasinând tinerele servitoare. Conform mărturiei celor doi, Elisabeta a torturat și omorât victimele sale, nu numai în castelul Csejte dar și pe proprietățile sale din Sarvar, Németkeresztúr, Bratislava și Viena. Martorii au numit câteva persoane care îi furnizau tinerele fete, contesei. 
Potrivit unei surse, nu a existat niciun martor ocular la astfel de evenimente, mărturiile bazându-se  pe rumori.
Numărul exact al femeilor torturate și ucise este necunoscut, cea mai mare cifrâ vehiculatâ de unul dintre martori a fost de 650 cuprinse între anii 1585 și 1610. 
Mai mulți printre care și László Nagy au susținut că Elisabeta a fost victima unei conspirații care părea să fie de natură politică sau religioasă.

### Arestarea
Thurzó a continuat dezbaterile cu fiul contesei, Paul și cu alți doi dintre fiii ei. Un proces și o execuție ar fi cauzat un scandal public și o rușine pentru familia nobilă și influentă (care conducea Transilvania la acea vreme), astfel, Thurzó împreună cu fii contesei au plănuit ca Elisabeta să dispară o vreme la o mănăstire de călugărițe apoi au convenit să fie arestată la domiciliu. Regele Matia al II-lea a solicitat ca Elisabeta să fie condamnată la moarte. 
Pe 30 decembrie 1610, Thurzó a arestat-o pe contesă și pe patru dintre slujitorii ei, care au fost acuzați de complicitate:  Dorotya Semtész, Ilona Jó, Katarína Benická, și János Újváry ("Ibis" sau Fickó).  Oamenii lui Thurzó i-au raportat că în momentul arestării, aceștia au găsit o fată moartă și o alta aproape moartă în temnițele castelului.
Regele Matia i-a cerut lui Thurzó să o aducă în fața instanței în timp ce alți doi notari au fost trimiși pentru a colecta probe suplimentare. Thurzó a reușit să-l convingă pe rege că un astfel de act ar afecta negativ nobilimea. Prin urmare, procesul a fost amânat pe o perioadă nedefinită. 

### Procesul
Slujitorii contesei au fost aduși în fața instanței de judecată și au fost torturați. Procesul a început pe 2 ianuarie 1611 la Bicse, prezidat de Judecătorul Regal al Curții Supreme, Theodosious Syrmiensis de Szulo și alți 20 de judecători asociați. Elisabeta nu s-a prezentat la proces.
În timpul judecății, zeci de martori au depus mărturie împotriva ei. Pe lângă mărturii, Curtea a examinat cadavrele care au fost găsite ca probe.
Patru dintre slujitorii inculpați au fost găsiți vinovați de crimă. Trei dintre inculpați - Semtész, Jó și Ficko - au fost condamnați la moarte. Sentințele au fost efectuate imediat iar înainte de arderea pe rug, lui Semtész și Jó le-au fost smulse degetele cu clești fierbinți, în timp ce Ficko, care era considerat mai puțin vinovat, a fost decapitat iar trupul său a fost ars alături de cei doi.
În urma judecății, o spânzurătoare roșie a fost ridicată în apropierea castelului pentru a arăta publicului că justiția și-a făcut datoria.

## Ultimii ani
Elisabeta nu a fost supusă niciodată unui proces, însă familia ei a închis-o pe viață în castelul Čachtice. Contesa a rămas în acel castel timp de 4 ani, până la moartea sa. La 24 august 1614, Elisabeta a fost găsită moartă de către un paznic. De vreme ce în camera sa au fost găsite platouri cu mâncare care fuseseră neatinse, data exactă a morții sale nu a putut fi pronunțată. A fost înmormântată în cimitirul bisericii Csejte, dar din cauza vacarumului sătenilor care strigau  tigroaica din Csejte, aceasta a fost mutată în cimitirul de lângă locul ei de naștere din Ecsed, în cripta familiei Báthory.